# Worms: Open Warfare
Worms: Open Warfare — видеоигра серии Worms в жанрах артиллерия и пошаговая стратегия, разработанная студиями Team17 и Gamesauce и изданная компанией THQ для портативных игровых консолей PlayStation Portable и Nintendo DS в марте 2006 года. В России распространением игры занималась компания «СофтКлаб», выпустив её 15 августа 2007 года под названием «Worms: Открытая война».
В 2007 году был выпущен сиквел — Worms: Open Warfare 2.

## Игровой процесс
Worms: Open Warfare представляет собой пошаговую стратегическую игру, выполненную в двухмерной графике. Уровни в игре — замкнутые ландшафты. Они имеют разрушаемые объекты, как и в предыдущих частях серии.
Герои игры — дождевые черви, сражающиеся друг с другом. Игра имеет несколько режимов: к примеру, игрок может управлять одной группой червей (против компьютерных противников или другого игрока) или несколькими группами поочерёдно. Цель игры — уничтожить группу противника. Как и в других играх серии, в игре применяется принцип очерёдности: сделав «ход» каким-либо из червей, игрок не имеет возможности сделать следующий, пока оппонент (другой игрок или компьютер) не сделает свой «ход». Каждый червь имеет при себе определённый вид оружия (например, дробовик или граната), которым атакует противников. Также он может в течение своего «хода» перемещаться по игровой карте, собирая полезные предметы (здоровье или какие-либо новые виды оружия).
В игре присутствуют весьма своеобразные виды вооружения — такие как так называемые «банановые бомбы», наносящие существенный урон противникам.

## Разработка и выход игры
Анонс новой части серии под названием Worms: Open Warfare состоялся 15 июля 2005 года. За разработку были ответственны студии Team17 и Gamesauce, а сама игра создавалась для PlayStation Portable и Nintendo DS. Таким образом, Worms: Open Warfare стала первой частью серии, выпущенной только для портативных игровых приставок.
Выход игры состоялся 22 марта 2006 года в США и 24 марта того же года в Европе. В России игра была издана 15 августа 2007 года компанией «Софт Клаб» под названием «Worms: Открытая война»; сама игра переводу на русский язык не подверглась.

## Оценки и мнения
| Сводный рейтинг       | Сводный рейтинг | Сводный рейтинг |
| Издание               | Оценка          | Оценка          |
| Издание               | DS              | PSP             |
| --------------------- | --------------- | --------------- |
| GameRankings          | 63,60 %         | 71,29 %         |
| Game Ratio            | 65 %            | 71 %            |
| Metacritic            | 64/100          | 70/100          |
| MobyRank              | 63/100          | 75/100          |
| Иноязычные издания    |                 |                 |
| Издание               | Оценка          | Оценка          |
| Издание               | DS              | PSP             |
| AllGame               | [ 10 ]          | [ 11 ]          |
| Eurogamer             | 5/10            | N/A             |
| Game Informer         | 7/10            | 7/10            |
| GamePro               | [ 14 ]          | N/A             |
| GameSpot              | 5,9/10          | 7,5/10          |
| GameSpy               | [ 17 ]          | [ 18 ]          |
| GamesRadar+           | [ 19 ]          | [ 20 ]          |
| GameZone              | 7,4/10          | 7/10            |
| IGN                   | 6/10            | 7/10            |
| Nintendo Power        | 7/10            | N/A             |
| Nintendo World Report | 6,5/10          | N/A             |
| OPM                   | N/A             | 3/5             |
| PALGN                 | 4/10            | 7/10            |
| VideoGamer            | N/A             | 6/10            |

Worms: Open Warfare получила смешанные, но в основном положительные оценки от критиков. На сайте Metacritic средний рейтинг составляет 70/100 в версии для PlayStation Portable и 64/100 для Nintendo DS. Схожая статистика опубликована на GameRankings: 71,29 % для PlayStation Portable и 63,60 % для Nintendo DS.
От информационного сайта GameSpy игра получила смешанный отзыв: рецензенты отметили боевую систему («лучшую, чем в каких-либо других играх серии»), динамичный геймплей, графическое оформление (а именно яркость цветов) и многопользовательский режим, но назвали среди недостатков низкий ИИ противников (особенно заметный в режиме одного игрока).
Версия игры для Nintendo DS подверглась большей критике из-за неудобного управления. Однако, с этим мнением были несогласны в GameSpy, назвав использование сенсорного экрана DS «отличным».